# Bedřichov (tvrz)
Tvrz Bedřichov stála v obci Bedřichov, 3 km západně od Pacova, pod který také obec spadá.

## Historie
Nejstarší zpráva o tvrzi a zároveň také o obci pochází z roku 1475, kdy byla majetkem Mikuláše z Bedřichova. V tomto roce na nich zapsal své matce Anně a sestře Dorotě 500 kop českých grošů. Po smrti Mikuláše roku 1500 je tvrz uváděna jako pustá a nikdy nebyla obnovena. Dorota prodala roku 1521 tvrz pražskému měšťanu Jiříku Vlkovi a roku 1528 měnila tvrz majitele znovu. Tentokrát ji poručníci jeho dětí prodali Václavu Robmhápovi ze Suché, který měl v držení pacovský statek. Po připojení k Pacovu již nebyla bedřichovská tvrz připomínána a časem zcela zanikla.